# Radioactivity (chanson)
Pour l'album, voir Radio-Activity.
Singles de Kraftwerk
Autobahn
(1975) Trans Europe Express
(1977)
Radioactivity (titre allemand original : Radioaktivität) est une chanson écrite par Ralf Hütter, Florian Schneider et Emil Schult (en), et enregistrée par le groupe de musique électronique dont ils sont membres, Kraftwerk, comme chanson titre de leur album Radio-Activity (1975).
La chanson fut diffusée comme single dans la plupart des pays européens et aux États-Unis, et fut septième du hit-parade en France, où il sera certifié disque d'or en 1976. La chanson servant de générique à l'émission de radio Maximum de musique présentée sur Europe 1 par Jean-Loup Lafont contribue au succès de la chanson en France.
Elle fut réenregistrée en 1991 pour l'album The Mix. Les paroles de la nouvelle version est retravaillée pour une dénonciation du nucléaire. La version de 1991 fait allusion aux catastrophes nucléaires de Tchernobyl, Harrisburg, Sellafield et Hiroshima.
Elle apparaît en 2009 dans la bande originale de Into Eternity, un film documentaire de Michael Madsen sur le stockage en couche géologique profonde de déchets radioactifs au complexe d'Onkalo, en Finlande.
Lors du concert No Nukes 2012, une version du morceau a été jouée en japonais avec une allusion à la catastrophe de Fukushima.

## Classements et certification
| Classement (1976)                       | Meilleure position |
| --------------------------------------- | ------------------ |
| France (SNEP)                           | 3                  |
| Belgique (Flandre Ultratop 50 Singles)  | 21                 |
| Belgique (Wallonie Ultratop 50 Singles) | 6                  |
| Italie (FIMI)                           | 31                 |

| Classement (1991/92)             | Meilleure position |
| -------------------------------- | ------------------ |
| Royaume-Uni (UK Singles Chart)   | 43                 |
| États-Unis (Hot Dance Club Play) | 21                 |

| Classement (1976) | Meilleure position |
| ----------------- | ------------------ |
| France (SNEP)     | 20                 |

| Pays          | Certification | Date | Ventes réelles |
| ------------- | ------------- | ---- | -------------- |
| France (SNEP) | Or            | 1976 | 479 000        |